# La herencia Valdemar
La herencia Valdemar és una film espanyol dirigit per José Luis Alemán, i és aquesta la seva òpera prima a més d'ésser el film pòstum de l'actor Paul Naschy. És basat en l'univers de ficció de H. P. Lovecraft (conegut com «els mites de Cthulhu»). D'una banda és un cas insòlit en la cinematografia espanyola pel fet d'haver estat produïda sense cap subvenció però d'altra banda ha rebut força crítiques negatives. Una de les més dures fou la de Javier Ocaña, del diari El País.
La herencia Valdemar fou filmada en 2009, en sa major part a la petita vila de Comillas (Cantàbria), a la casa de l'anglès i al palau de Sobrellano, i fou debutada a Espanya el 22 de gener de 2010. Aquest any José Luis Alemán filmà una segona part, La herencia Valdemar II: La sombra prohibida, que debutà el 28 de gener de 2011.

## Producció i rodatge
El film està produït per José Luis Alemán, sense cap subvenció, amb un budget de 13 milions d'euros, que cercà finançament propi. La filmació durà 19 setmanes, que constitueixen les dues parts del film, una idea que al principi no volia el seu director, però quan observà el succés de Matrix o El senyor dels anells, i els estudis realitzats, acabà acceptant, encara que després el públic el criticà. Qualques actors parlaren sobre el film com Daniele Liotti, a qui la filmació resultà una "experiència increïble" i li donà l'oportunitat de tornar a Espanya després de participar a Juana la Loca, encarnant Lázaro Valdemar. L'actor italià ha pogut experimentar un gènere "gairebé inexistent" a son país i ha enfatitzat la "sort" de treballar amb Paul Naschy. Laia Marull, encarna la dona de Lázaro, diu que el film és una història d'amor del segle xix. Francisco Maestre encarna en el film Aleister Crowley, i recorda que el seu personatge fou real i existí, per això ha remarcat que era "una gran responsabilitat" i també "perillós", car encara té seguidors. Jaenada a penes hi actua car tindrà més importància en la segona part.

## Sinopsi
Luisa Llorente és una taxadora que es veu obligada per l'empresa per la que treballa a interrompre els seus dies de descans. L'empresa es dedica a béns seents i a cotitzar valors immobles de propietats, i se li acaba d'encarregar la valoració d'una antiga casona victoriana, la mansió Valdemar. Al principi envien a Pablo Orquicia, qui desapareix misteriosament, i en veure's pressionats per Maximilian, el president, finalment és Luisa la que s'encarrega de la taxació. En arribar és rebuda pel jardiner Santiago, qui li adverteix que ha d'anar amb compte amb la casa. La mansió Valdemar es troba en deterioració i a mesura que Luisa grava i treu fotografies, va percebent una terrible pudor provinent del terrat. Finalment s'adona que Pablo ha estat assassinat i una estranya presència habita la casa. Luisa fuig espaordida i és socorreguda per Santiago: al cap de quatre dies, es presumeix que ha desaparegut.
Maximilian intenta no cridar l'atenció de la premsa i la policia, i contracta a un detectiu de nom Tramel, per a trobar a Luisa. Tramel és enviat allí amb la doctora Cerviá, encarregada de la fundació Valdemar, qui li explica el rerefons de la història de la mansió Valdemar. El seu relat ens remunta a la fi del segle xix, revelant-nos que els primers propietaris van ser un matrimoni format per Lázaro Valdemar i Leonor Valdemar. Més enllà d'una tragèdia, és clar que la casa amaga un fosc secret.

## Repartiment
- Daniele Liotti: Lázaro Valdemar
- Silvia Abascal: Luisa Llorente
- Laia Marull: Leonor Valdemar
- Paco Maestre: Aleister Crowley
- Óscar Jaenada: Nicolás Tremel
- Paul Naschy: Jervás
- Jesús Olmedo: Chambelán
- Eusebio Poncela: Maximilian Colvin
- Rodolfo Sancho: Eduardo Campins[2]
- Jimmy Barnatán: Garbea
- Ana Risueño: Doctora Cerviá
- Norma Ruiz: Ana

## Guió
El director va explicar que «H. P. Lovecraft era molt difícil d'adaptar, ja que omplia les seves pàgines de descripció, sense tot just diàlegs ni personatges. El que hem fet és captar l'essència dels seus llibres i crear un guió lliure, tant que adaptem fets i personatges històrics per dotar la història de major credibilitat». Alemán ha volgut allunyar-se del terror que es fa actualment en qualificar-lo com a «tosc, exagerat i fort». Per aquesta raó, ha creat un món de por «suau i romàntic».

## Distribució
La pel·lícula es va estrenar a Espanya el 22 de gener de 2010, va recaptar 556.400 euros en el seu primer cap de setmana i va ocupar la sisena plaça en la llista espanyola de pel·lícules més taquilleres, però la següent setmana va disminuir un 57% baixant al lloc deu, i acabant la seva carrera el 25 de febrer de 2010 amb menys d'un milió d'euros recaptats. Ja s'ha venut a diversos països, si bé encara no s'ha estrenat en cap, països com Brasil, Alemanya, Països Baixos o Canadà a causa del nom de l'autor de la novel·la. A Espanya es va posar en lloguer el 25 de maig de 2010 i a la venda el 29 de juny de 2010, en els quals es troben els deu primers minuts de la segona part de la pel·lícula.

## Crítiques
Les crítiques rebudes han estat bastant negatives, amb la més dura sent la de Javier Ocaña d' El País, que va dir: «Pel·lícula sense acabar. La seva estructura narrativa simplement no té peus ni cap, en massa seqüències sembla una pel·lícula amb mitjans professionals comandada per un afeccionat». Aquesta crítica va molestar al director i va fer que la pel·lícula no cridés l'atenció de molts espectadors. També ha rebut crítiques del públic a les quals va respondre per una carta oberta a Scifiworld. Encara que les ha tingut positives on valoren la dificultat de portar-la endavant sense cap subvenció i sent una òpera prima."

## Banda sonora
La banda sonora de la pel·lícula va ser realitzada pel compositor i orquestador valencià Arnau Bataller, gravada a Bratislava i, al contrari que la pel·lícula, ha rebut crítiques bastant positives. Va ser editada i l'edició va ser a càrrec de Saimel Edicions, una discogràfica especialitzada en música de pel·lícules.

## La sombra prohibida
La sombra prohibida (també titulada La herencia Valdemar II: La sombra prohibida) és la segona part de La herencia Valdemar, també rodada per José Luis Alemán erò estrenada un any després, el 28 de gener de 2011.